# بیلی آرمفیلد
بیلی آرمفیلد (انگلیسی: Billy Armfield; ۷ ژوئیهٔ ۱۹۰۴ – ۱ ژانویهٔ ۱۹۸۵) بازیکن فوتبال اهل بریتانیا بود.
از باشگاه‌هایی که در آن بازی کرده‌است می‌توان به باشگاه فوتبال گیلینگام اشاره کرد.